# 2007 TC434
2007 TC434, também escrito como 2007 TC434, é um objeto transnetuniano que está localizado no Cinturão de Kuiper, uma região do Sistema Solar. Este corpo celeste está em uma ressonância orbital de 1:9 com o planeta Netuno. Ele possui uma magnitude absoluta de 7,0 e tem um diâmetro estimado com 175 km.

## Descoberta
2007 TC434 foi descoberto no dia 15 de outubro de 2007.

## Órbita
A órbita de 2007 TC434 tem uma excentricidade de 0,053 e possui um semieixo maior de 44,859 UA. O seu periélio leva o mesmo a uma distância de 42,501 UA em relação ao Sol e seu afélio a 47,218 UA.